# Мани, Эдди
Эдди Мани (англ. Eddie Money, при рождении Эдвард Джозеф Махоуни, англ. Edward Joseph Mahoney; 21 марта 1949, Бруклин — 13 сентября 2019, Лос-Анджелес) — американский рок-певец, автор песен.

## Биография
Эдвард Махоуни родился в большой ирландской католической семье в Бруклине и вырос в Плэйнедже на Лонг-Айленде. Его отец, дед и брат работали в полицейском управлении Нью-Йорка, и сам Эдди был стажёром полиции Нью-Йорка.
В 1968 году, отслужив 2 года в качестве офицера полиции Нью-Йорка, Махоуни оставил службу в правоохранительных органах и занялся музыкой. Он переехал в Беркли, Калифорния, и начал выступать в местных клубах.
В 1976 году, после изменения фамилии с Махоуни на Мани, судьба Эдди изменилась, когда он познакомился с легендарным промоутером Биллом Грэмом при выступлении на одном из мероприятий Грэма.
Певец появился на музыкальной сцене в 1970-х годах, в период расцвета популярности альбомного рока. Два сингла с его дебютного альбома 1977 года, «Baby Hold On» и «Two Tickets to Paradise» отметились в чартах.
По словам музыкального веб-сайта AllMusic, «хоть Мани и не обладал выдающимся голосом, у него была сноровка к созданию рок-н-ролла синих воротничков с яркими захватывающими мелодиями, который он доносил до слушателя с неожиданной степенью полированного, радиопригодного изящества». Когда началась эра MTV, он, в отличие от многих его коллег по альбомному року, принялся с удовольствием снимать забавные видеоклипы с сюжетом и сумел остаться на плаву. Потом, в середине 1980-х годов, Мани, не устоявший против богемного рок-н-ролльного стиля жизни, борясь с пристрастием к алкоголю и наркотикам, популярность растерял. По выражению AllMusic, «протрезвев, он совершил замечательное возвращение в конце 1980-х годов» — с такими синглами в первой десятке в США, как «Take Me Home Tonight» и «Walk on Water». Но в начале 1990-х годов его популярность окончательно увяла.

## Смерть
Мани был заядлым курильщиком. 24 августа 2019 года он сообщил, что ему диагностировали рак пищевода 4 стадии. Он умер от этой болезни в своём доме в Лос-Анджелесе 13 сентября 2019 года в возрасте 70 лет.

## Личная жизнь
С 1989 года был женат на Лори Харрис. Эдди является отцом четырёх сыновей и дочери Джесс, которая пошла по стопам отца и стала певицей.

## Дискография
- См. статью «Eddie Money discography» в английском разделе.
- Eddie Money (1977)
- Life for the Taking (1978)
- Playing for Keeps (1980)
- No Control (1982)
- Where’s the Party? (1983)
- Can’t Hold Back (1986)
- Nothing to Lose (1988)
- Right Here (1991)
- Love and Money (1995)
- Ready Eddie (1999)
- Wanna Go Back (2007)